# Hennessey Venom F5
A Hennessey Venom F5 egy kétüléses, hosszirányú, középhátsó motorral szerelt, hátsókerék-hajtású, kétüléses szuper-sportautó, amelyet a 2017-ben alapított amerikai járműgyártó cég, a Hennessey Special Vehicles fejleszt és gyárt. 2017-ben a Hennessey az angliai Silverstone-ban működő Delta Motorsporttal kötött szerződést a jármű fejlesztésére, amely a cég első teljesen új, saját fejlesztésű járműve lett, mint akkreditált gyártó. A Delta Motorsport az összes előző generációs Hennessey Venom GT autót is a Hennessey számára gyártotta angliai üzemében. A Venom F5-ösök gyártására már a Hennessey texasi üzemében került sor.
Az F5 név az F5-ös tornádóra utal, amely a Fujita-skála legmagasabb besorolása, és amely akár 420–512 km/h (261-318 mph) szélsebességet is elérhet. A Hennessey, mint gyártó célja, hogy elérje a 300 mph (485 km/h) feletti végsebességet, és ezáltal megszerezze a világ leggyorsabb szériaautója címet. A Hennessey Venom F5-öt 2021-től gyártják, az első szériamodellt pedig 2020. december 15-én mutatták be a vállalat saját gyárában és központjában.

## Jellemzői
A Hennessey Venom F5-öt először ötlet szinten 2014 augusztusában mutatták be. 2017. november 1-jén az amerikai SEMA Show-n, Las Vegas-ban mutatták be külső makettként. Ez nem tartalmazott motort vagy belső teret.
Az első jelentések szerint a Venom F5-öt egy teljesen egyedi és saját fejlesztésű, 7,4 literes, duplaturbós V8-as motor hajtotta volna; később kiderült, hogy bár még fejlesztés alatt áll, a motor még nagyobb, 8,0 literes lesz, de a motor végleges lökettérfogatáról kiderült, hogy 6,6 literes lesz. A motor teljesítményét megerősítették, hogy 1817 lóerő (1355 kW; 1842 LE) és 1617 N⋅m (1,617 N⋅m) nyomaték. A Venom F5 egy egyedi vasblokkos motorral rendelkezik. A végsebesség a V-MAX sebességmérő rendszer segítségével mérve 301 mph (484 km/h). A Hennessey szerint az autó 10 másodperc alatt gyorsul fel 0-ról 186 mph (300 km/h)-ra, míg 20 másodperc körüli idő alatt 0-ról 249 mph (0–400 km/h)-ra. 0-ról 100 km/h-ra pedig 2.6 mp alatt.
Az autó egy kézzel épített 400 köbinch (6,6 literes) 90°-os V8-as motort használ, amelyet "The Fury" néven ismerünk, és amelynek célja, hogy a valaha készült legerősebb sorozatgyártású közúti autó motorja legyen, 1817 LE (1842 LE; 1355 kW) teljesítményt fejlesztve 8000-es fordulatszámon és 1617 N-m (1193 lb-ft) csúcsnyomatékot 5000-es fordulatszámon. A motor klasszikus amerikai V8-as architektúrán alapul, amely könnyű, csúcstechnológiás alkatrészek - például egyedi gyártású forgattyús tengely, dugattyúk, csatlakozó rudak és motorblokk - kombinációját használja, kombinálva egy pár iker turbófeltöltővel, 3D-nyomtatott titán kompresszorházzal. Emellett egy egyedi szívócső-kialakítást is tartalmaz, amely az intercoolert a szívócső ("plenum") és a hengerfejek közé helyezi. Ez a kialakítás lehetővé teszi, hogy a turbófeltöltőkből származó beszívott levegő hőmérséklete jelentősen csökkenjen, mielőtt a töltőlevegő belépne az égéstérbe. Ez nagyobb légsűrűséget és nagyobb energiahatékonyságot eredményez. Emellett egy többlépcsős, száraz olajteknővel ellátott kenőrendszert is integrál.
Az elérhető sebességváltó egy CIMA 7 fokozatú egykuplungos automatizált kézi sebességváltó lapátváltókkal, amely a hátsó kerekeket hajtja, így az autó hátsókerék-hajtásúvá válik.
Az alváz és a karosszéria szinte teljes egészében szénszálas anyagból készül. A karosszériához aktív aerodinamikai elemeket is párosítanak, ami a Hennessey-nél először fordul elő. Az alapoktól kezdve úgy alkották meg, hogy a világ leggyorsabb autója legyen, és ennek eléréséhez a mérnököknek egy teljesen új szénszálas karosszériát és alvázat kellett létrehozniuk. Szerkezetét egy mindössze 86 kg súlyú, szénszálas monocoque vázra építették, amelyet a Delta Motorsport gyártott az angliai Silverstone-ban, az első és hátsó segédvázra csavarozott szénszálas karosszériaelemekkel. A súlya állítólag 2,950 font (1,338 kg) folyadékkal együtt, ami a teljesítmény/tömeg arányt 1,358 lóerőre állítja be tonnánként.  Az aktív aerodinamika alkalmazása és a karcsú, új design miatt a becsült légellenállási együtthatója Cd=0,33.  A sorozatgyártású F5 esetében ezt az értéket az állítólagos Cd=0,39-re emelték.
Az aerodinamikát gondosan átgondolták: az első osztószárny kiemelkedik, a motorháztető szellőztetett, az oldalsó légbeömlők nagyméretűek, az alsó rész lapos, a hátsó rész pedig McLaren stílusú, szellőzőnyílásokkal és négy rozsdamentes acél kipufogóvéggel, amelyek a fényszórókhoz képest középen helyezkednek el. A felszereltséghez tartoznak a 19 hüvelykes (48,3 cm) vagy 20 hüvelykes (50,8 cm) kovácsolt alumínium keréktárcsák, a pillangószerűen nyíló ajtók és a szénszálas panelek.
A Hennessey nagy hangsúlyt fektetett a belső térre, a minőségre és a kényelemre is, és arra, hogy az extrém teljesítmény ellenére a jármű tágas és kényelmes belső teret kínáljon majd, amely a magas és nagyméretű vezetők és utasok számára is megfelelő helyet biztosít. Megemlítették, hogy egy meg nem nevezett NFL-játékos, akiről csak annyit írtak, hogy 180 centi magas, megrendelte az első modellek egyikét, amint a teljes gyártás megkezdődött. A belső tér "versenyzői" megjelenésű, különleges szénszálas kormánykerékkel. Öt különböző vezetési mód áll rendelkezésre: Sport, Track, Drag, Wet és F5. Az első négy a nevével együtt magától reagál, míg az F5 a maximálisan elérhető teljesítményt és nyomatékot szabadítja fel. A versenyautó és a hétköznapi autó keverékének érzetét kelti, mivel olyan elemekkel rendelkezik, mint a 9 hüvelykes (22,9 cm) Alpine központi képernyővel ellátott infotainment rendszer vagy a kisebb, 1,3 hüvelykes (3,3 cm) digitális kijelzővel ellátott légkondicionáló. Emellett bőr és szénszálas anyagból készült, a Forma-1-es autókra emlékeztető, gombokkal és tárcsákkal teli kormánykerékkel és egy 7 hüvelykes (17,8 cm) digitális műszerfallal. A minimalista műszerfal Bluetooth, kihangosító, Apple CarPlay és Android Auto kompatibilis navigációval rendelkezik. A vödrös ülések szénszálas anyagból készültek, bőrkárpitozással. A pedálok szálcsiszolt alumíniumból készültek, a középkonzol pedig szintén szénszálas, a sebességváltó gombokkal és két kis résszel, amelyekbe két mobiltelefont lehet behelyezni.
Apró részletként és tisztelgésként az autón néhány zászló is látható: az üléseken és az utasoldali ajtón a texasi zászló, a vezetőoldali ajtón pedig az Egyesült Államok zászlaja.
Minden Venom F5-öshöz jár egy "kincsesláda", egy hatalmas alumíniumdoboz, amely tartalmazza a kulcstartót, egy mágneses csepptöltőt és egy vonóhorgot. A kulcstartó sorozatszámtáblája egy olyan fémalkatrészből készült, amelyet egy űrsikló indításakor dobtak ki. A cég alapítója, John Hennessey egy űrhajóstól kapta az alkatrészt, és darabokra törte, hogy a Venom F5 tulajdonosoknak "egy darab űrhajót" adjon.

## Termelés
Az "alap" kupé gyártása 24 darabra lett korlátozva, amelyből 12 darabot már 2020 decemberéig eladtak. Az autó ára az Egyesült Államokban kezdetben 1,6 millió dollár volt, de később a fennmaradó 12 példány ára 2,1 millió dollárra emelkedett. 2021-ben nyolc autót gyártottak és szállítottak le. 2021 augusztusában a vállalat hivatalosan bejelentette, hogy az F5 mind a 24 tervezett példányára érkezett ügyfélmegrendelés, és el is adták mind a 24 darabot. 2022-ben megindult a 30 darab roadster kivitelű autó legyártása, majd 2023-tól 24 darab Revolution, és 12 darab Revolution Roadster is elkészült.

## Műszaki adatok
| Elosztás         | Egy (OHV) felső vezérműtengely és hengerenként 2 szelep (összesen 16), tolórúddal és lengőkarral                                            |
| Motor anyagok    | Vasblokk és alumínium fejek |
| Szelepek         | Ferde titán szívócső, dupla Inconel rugós kipufogó és kovácsolt acél hajtórudak                                                             |
| Táplálás         | Bi-turbó precíziós golyóscsapággyal és 76 mm-es (3 hüvelykes) tuskó alumínium kompresszor kerekekkel                                        |
| Tömörítési arány | 10.0:1 |
| "Piros vonal"    | 8200 rpm ( 8500 ford./perc F5 módban) |
| Kenőrendszer     | Száraz olajteknő. |
| A motor tömege   | 280 kg (617 font) |
| Segítséget nyújt | Kipörgésgátló korlátozott stabilitás-szabályozással ( ESP), motorteljesítmény-határoló a hátsó kerék tapadásától függően és indításvezérlés |
| Gyorsulás:       | |
| 0–100 km/h       | 2.6 másodperc |
| 0–200 km/h       | 4.7 másodperc |
| 0–300 km/h       | 8.4 másodperc |
| 0–400 km/h       | 15.5 másodperc |

| 1.ª   | 2.ª   | 3.ª   | 4.ª   | 5.ª   | 6.ª   | 7.ª   | Fordított | Végső |
| ----- | ----- | ----- | ----- | ----- | ----- | ----- | --------- | ----- |
| 3.133 | 2.100 | 1.520 | 1.172 | 0.941 | 0.784 | 0.675 | 2.875     | 3.167 |

## Galéria

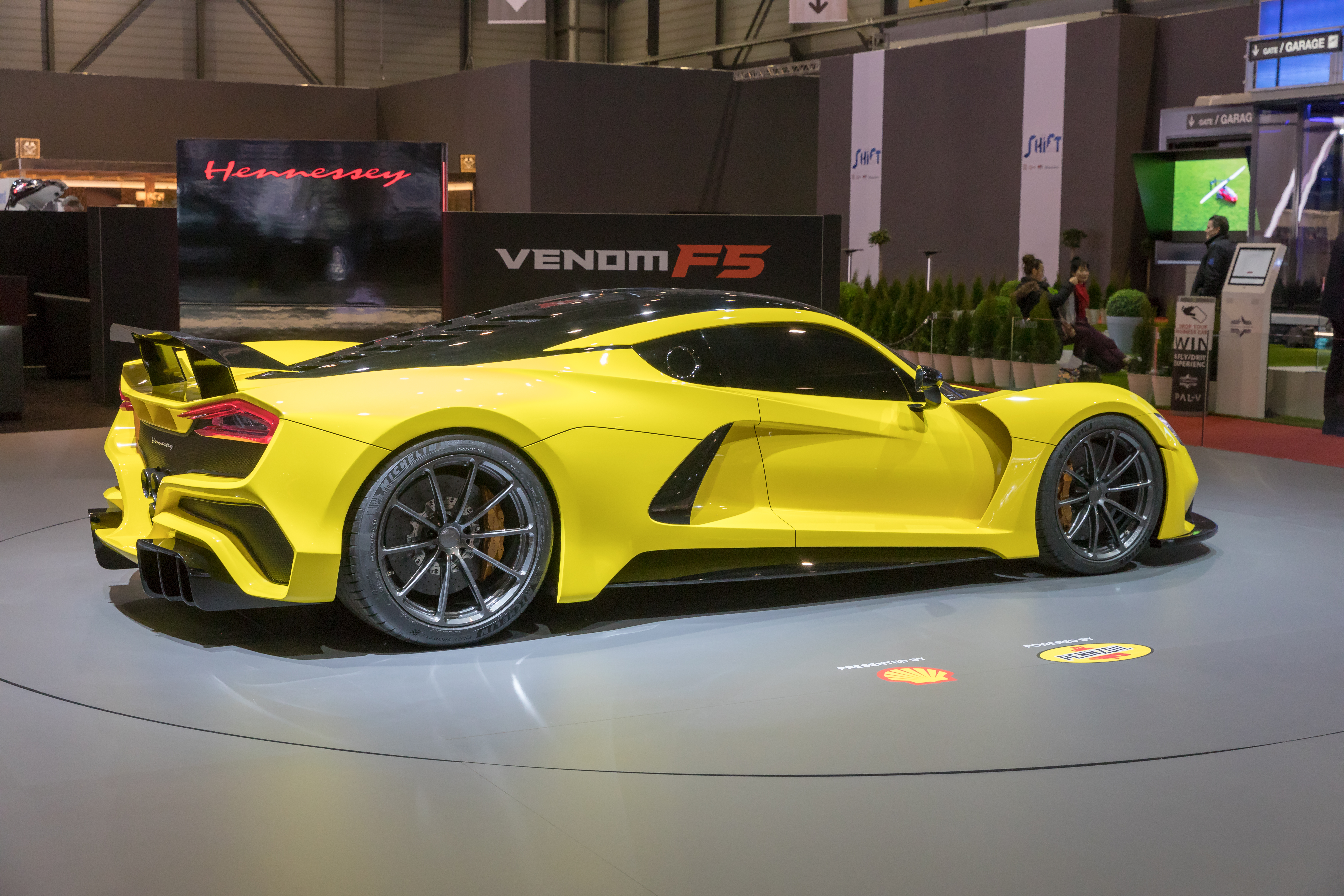
Jobb oldali nézet
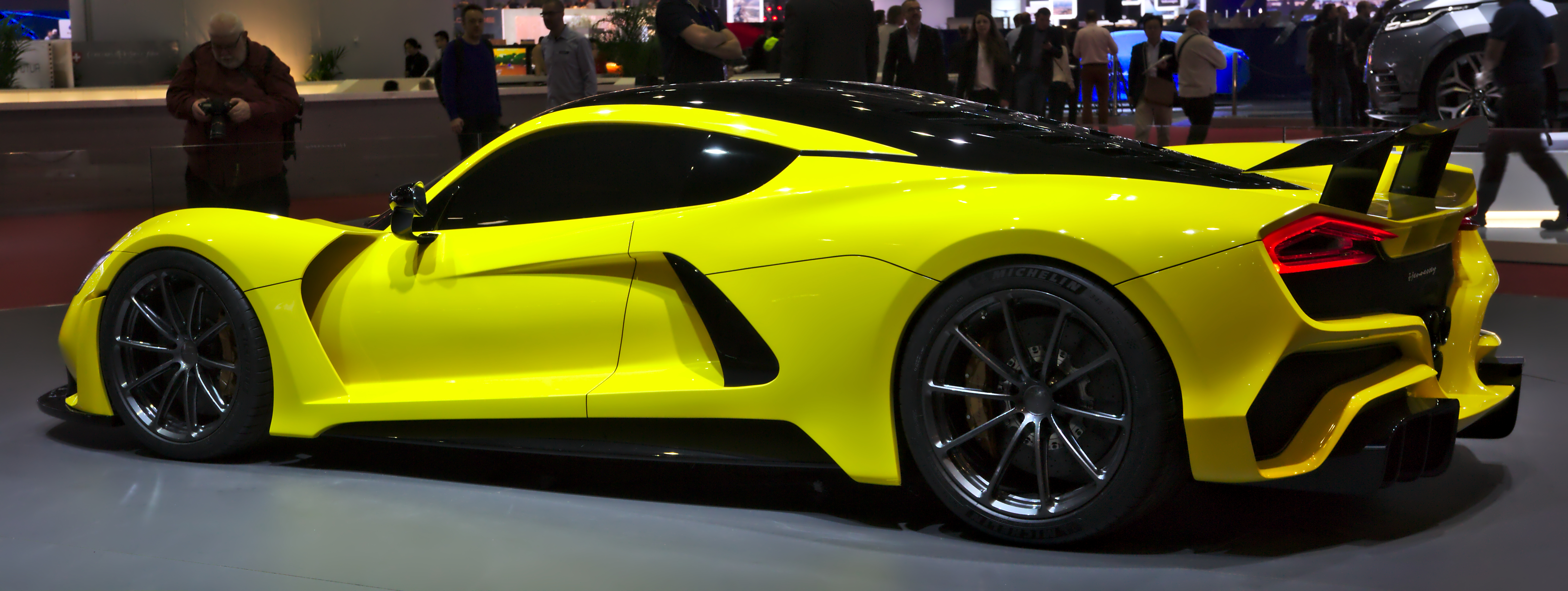
Hátsó oldalnézet
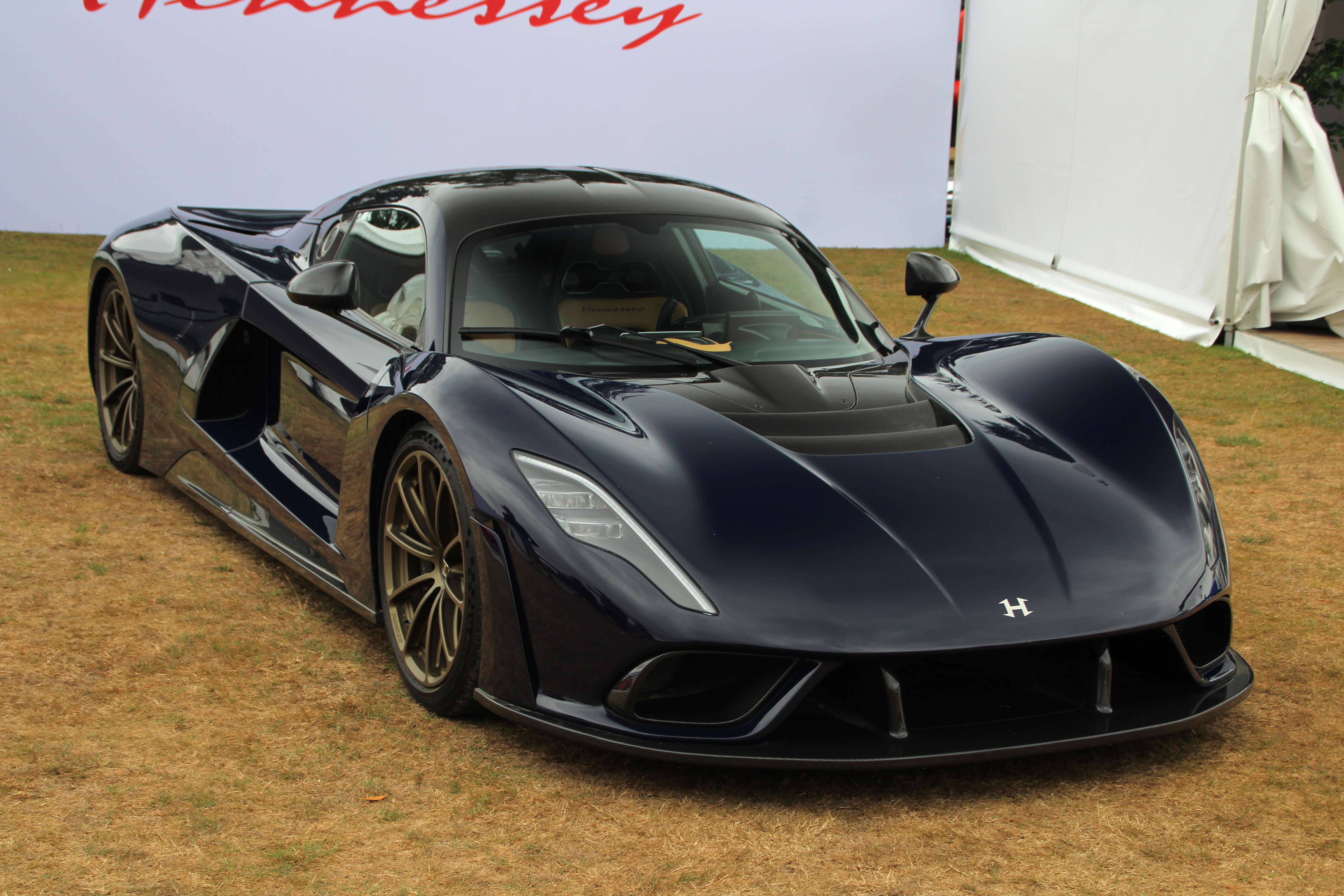
Egy Hennessey Venom F5 a Salon Prive-ban, 2022-ben.
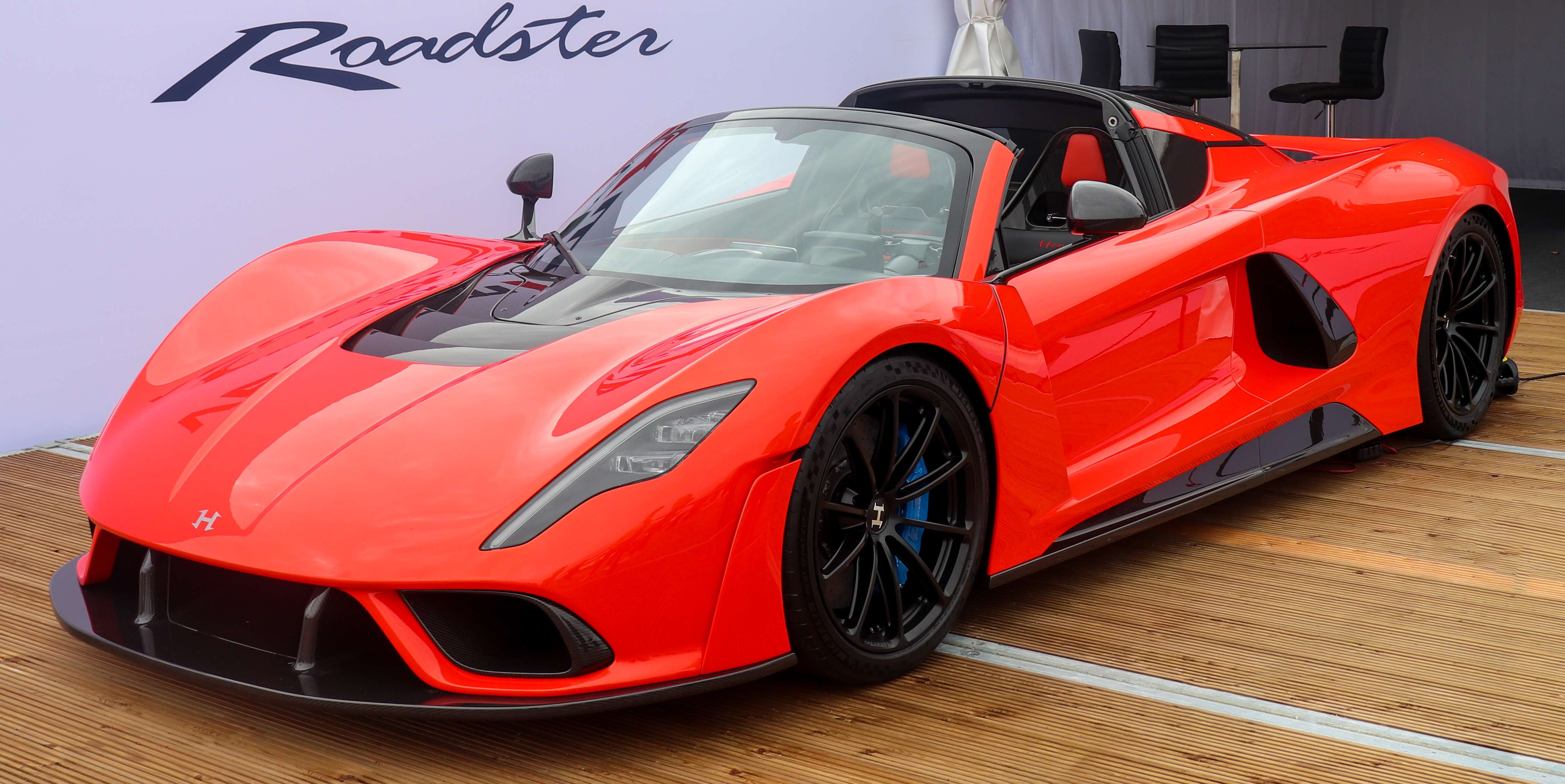
2022 Hennessey Venom F5 Roadster
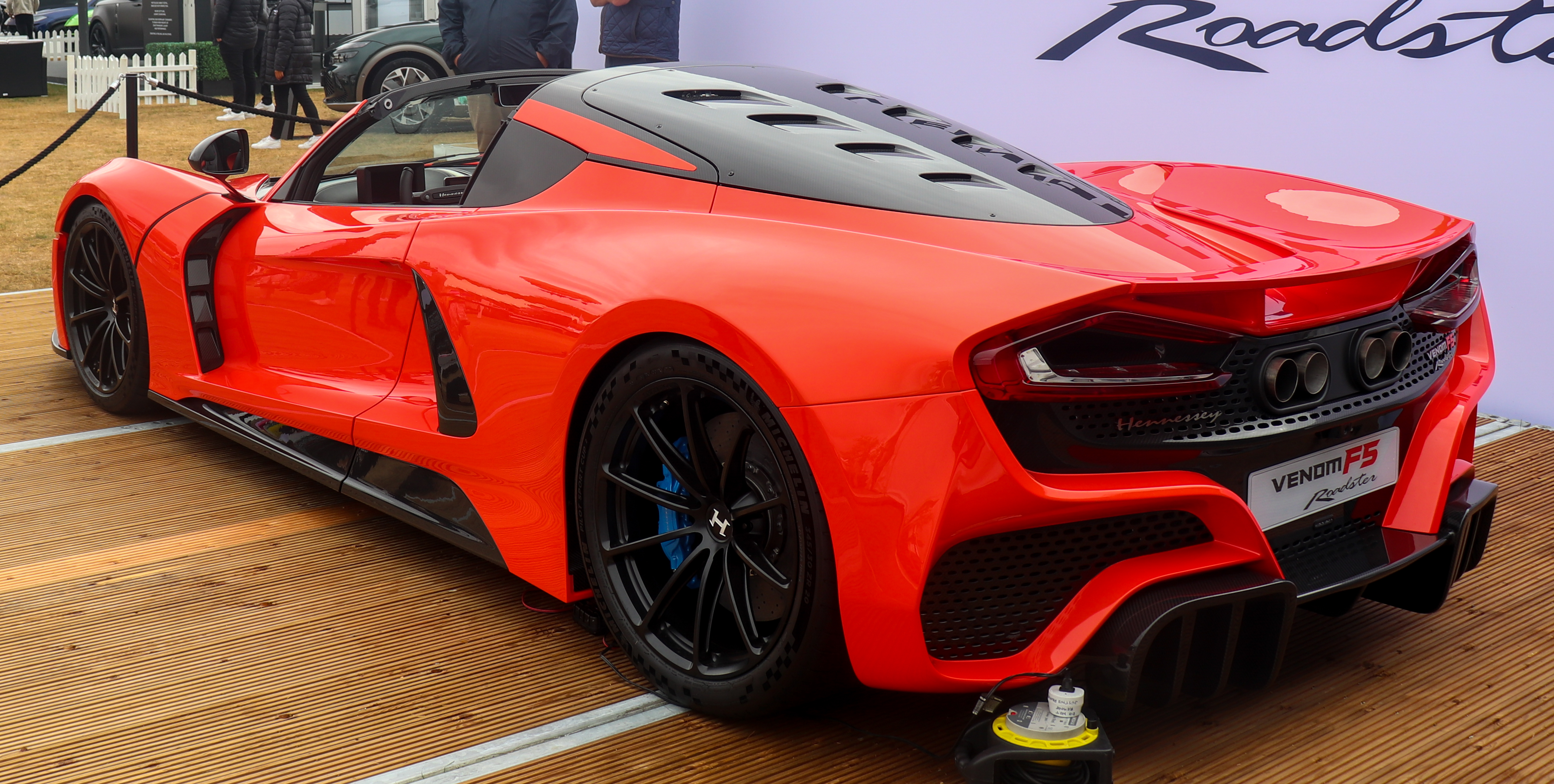
2022 Hennessey Venom F5 Roadster
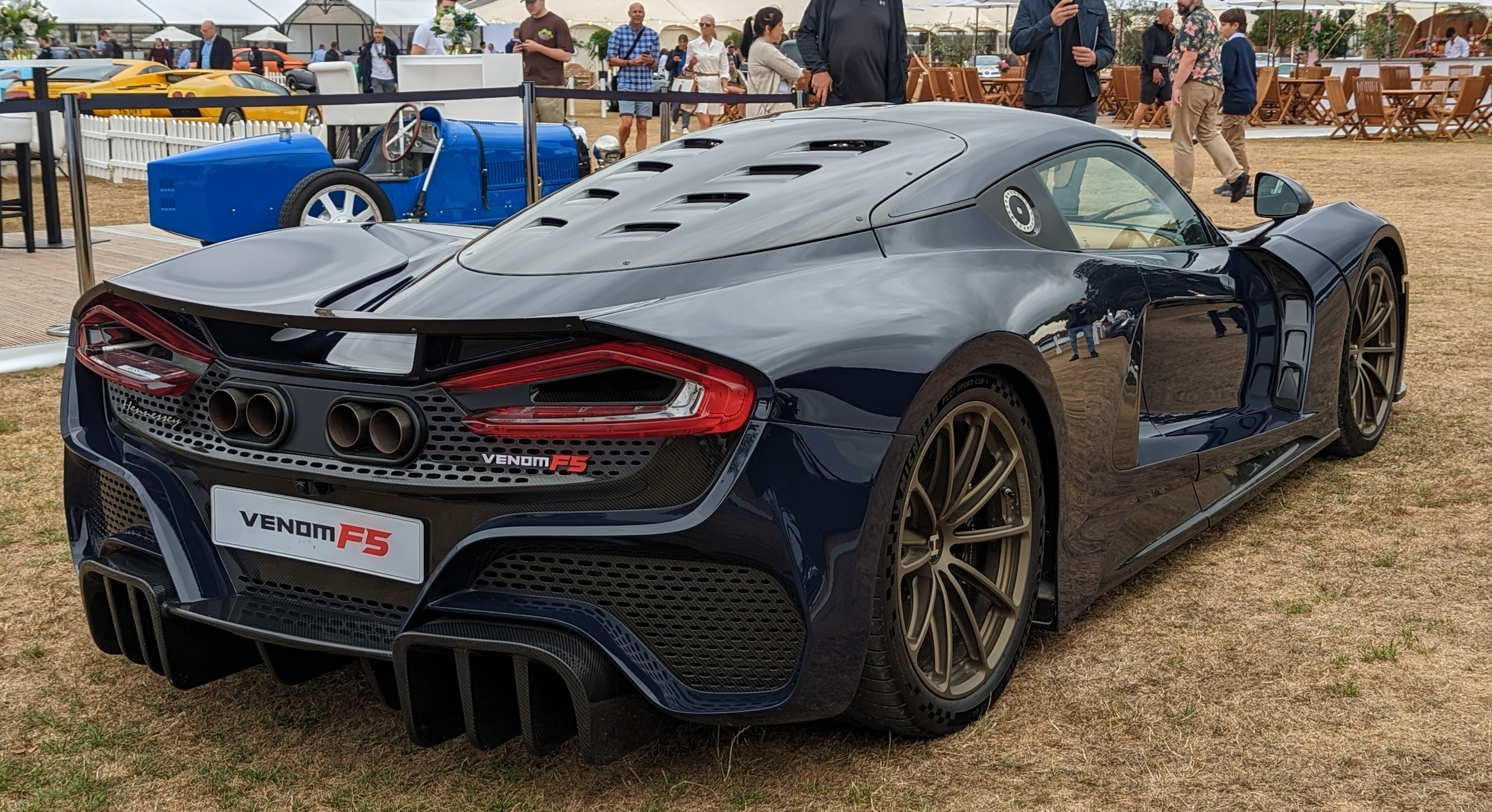
Hátulról
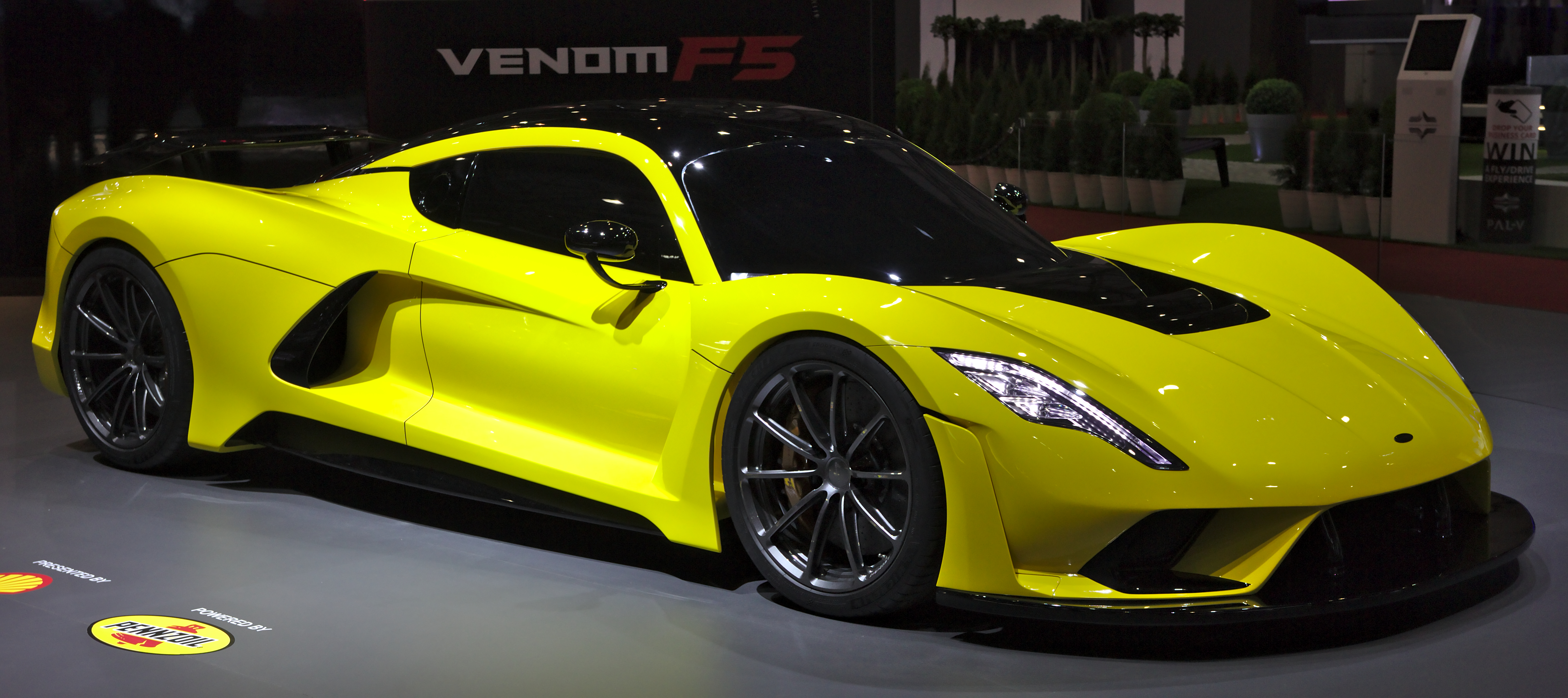
Hennessey Venom F5 a 2018-as Genfi Autószalonon
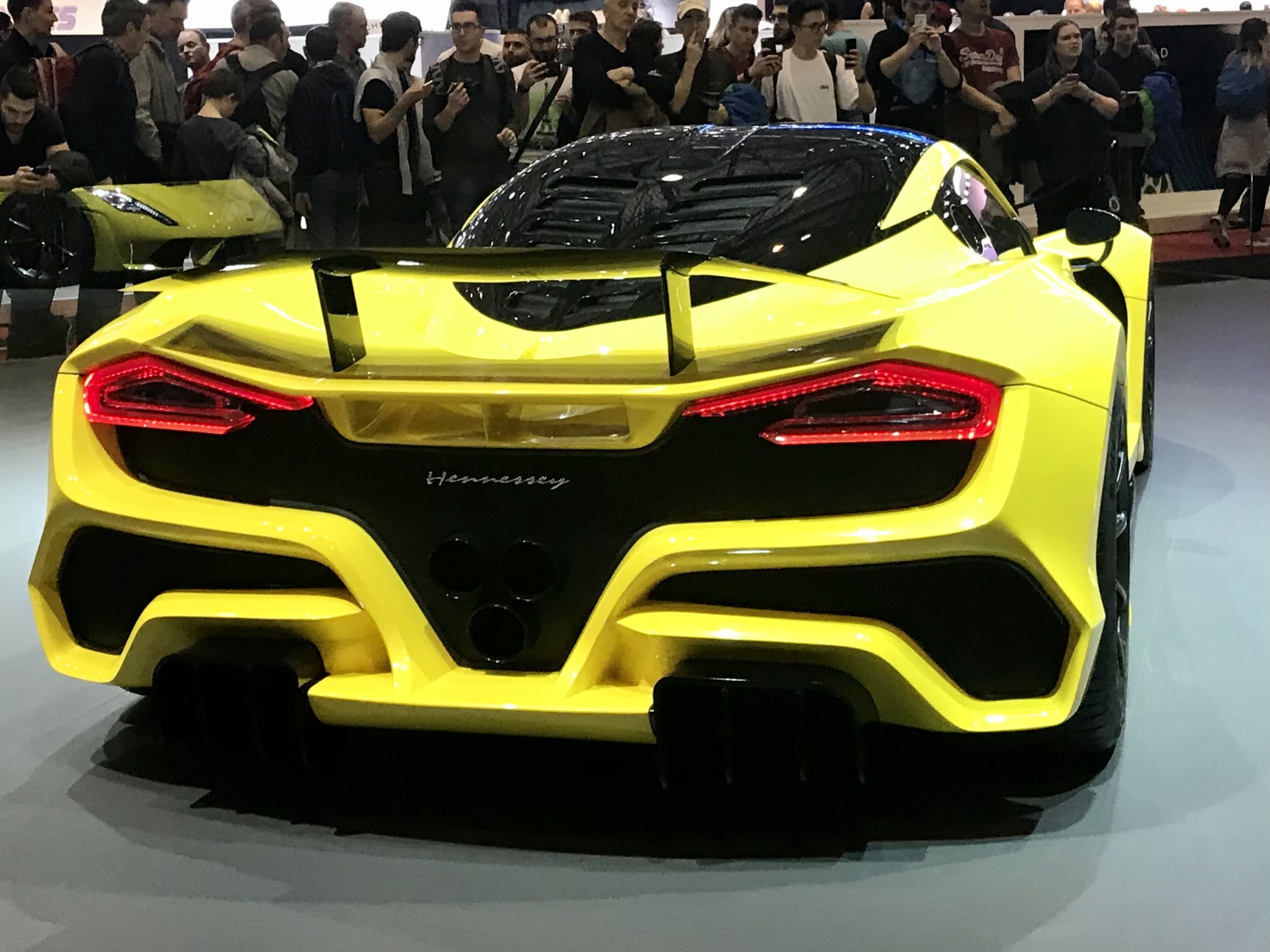
Hátulról
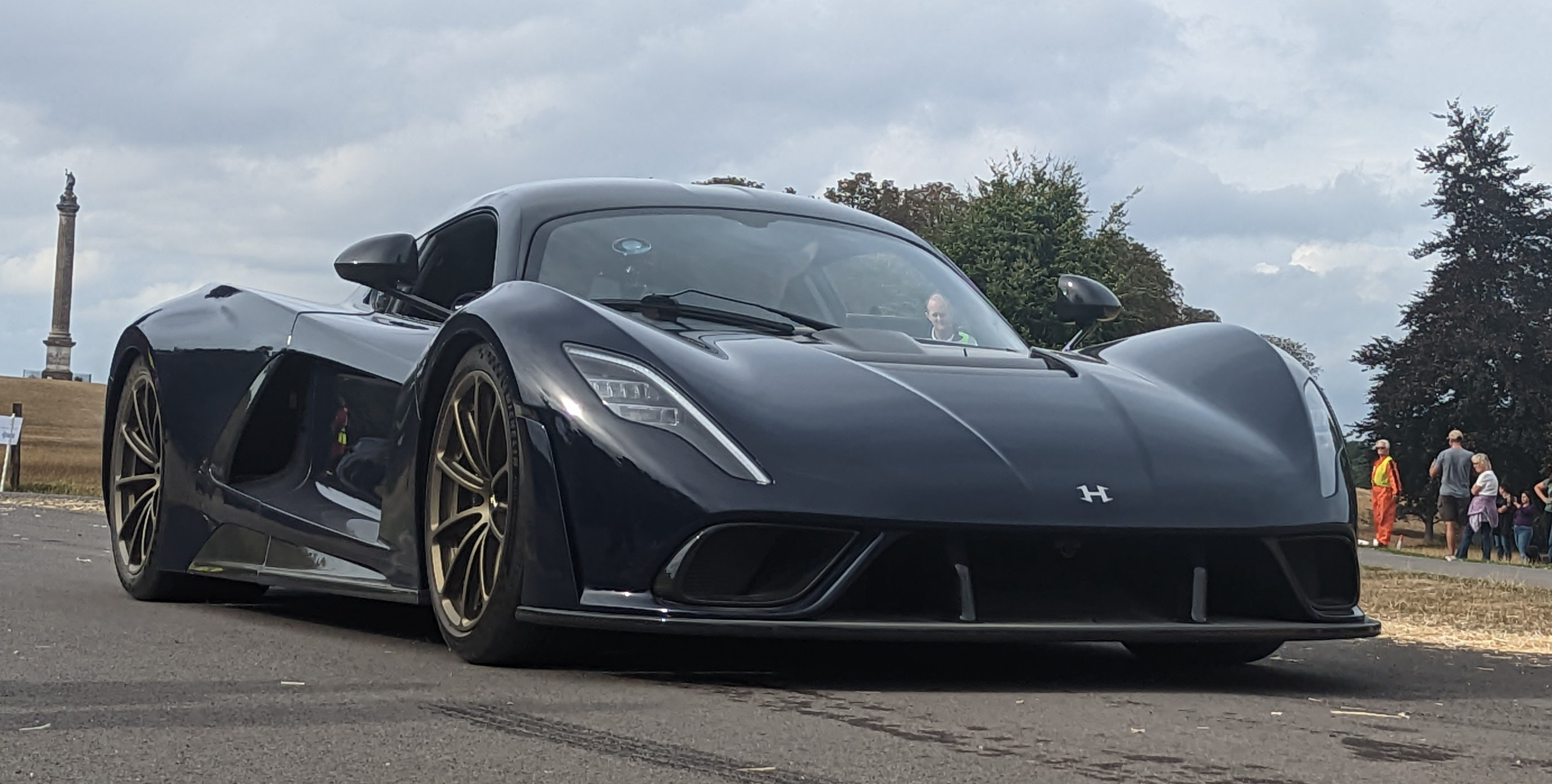
Elöl- és oldalnézet